# Bataille de Mocímboa da Praia
Insurrection djihadiste au Mozambique
Batailles
- Mocímboa da Praia
- Palma

La bataille de Mocímboa da Praia se déroule du 5 au 21 août 2020, pendant l'insurrection djihadiste au Mozambique. Elle s'achève par la victoire de l'État islamique, qui s'empare de la ville de Mocímboa da Praia, dans la province de Cabo Delgado.

## Prélude
Le 23 mars 2020, la ville de Mocímboa da Praia, peuplée de 20 000 à 30 000 habitants avant le début du conflit, connait une première attaque de l'État islamique,. Un groupe d'environ 40 djihadistes pillent alors les commerces et détruisent les banques et les bâtiments liés à l'État, puis ils se retirent après avoir distribué de l'argent et des vivres aux habitants pour se concilier les populations locales,. Quatre autres incursions suivent avant août. En juillet, les installations portuaires sont endommagées.

## Forces en présence
Pour se défendre d'une nouvelle incursion, les forces gouvernementales déploient alors à Mocímboa da Praia des troupes des Forces armées du Mozambique, des appareils de la société militaire privée sud-africaine Dyck Advisory Group (DAG), dirigée par le colonel zimbabwéen Lionel Dyck, ex-officier de l'armée de l'Rhodésie du Sud ayant participé dans les années 1980 à la lutte contre le RENAMO pendant la guerre civile du Mozambique. Cependant selon Le Monde, la DAG dispose alors que d'un vieil hélicoptère Bell UH-1 Iroquois, d'Alouette Canon, d'« appareils d'observation civils bricolés avec des mitrailleuses » et d'une vingtaine d'hommes basés à Pemba.
De leur côté, les djihadistes auraient engagé plus d'un millier d'hommes dans l'offensive,.

## Déroulement
Le 5 août, plusieurs centaines de djihadistes lancent une grande offensive contre la ville de Mocímboa da Praia. Les défenses gouvernementales mozambicaines cèdent assez rapidement : deux bases militaires situées près de la ville sont prises d'assaut et le 10 août, une colonne de renforts tombe dans une embuscade à Awasse,. De plus, les militaires finissent par se retrouver à court de munitions.
Le 12 août, la ville tombe entièrement aux mains des djihadistes,. Les militaires sont évacués par la mer.

## Pertes
Selon l'Armed Conflict Location and Event Data project (Acled), un projet de l'Université du Sussex, environ 70 djihadistes auraient été tués lors des combats.
Les pertes de l'armée mozambicaine ne sont pas connues de manière exhaustives. Au moins 55 soldats auraient été tués et 90 autres blessés dans l'embuscade d'Awasse, le 10 août,,.